# Prunay-Belleville
Prunay-Belleville é uma comuna francesa na região administrativa de Grande Leste, no departamento de Aube. Estende-se por uma área de 25,65 km². Em 2010 a comuna tinha 222 habitantes (densidade: 8,7 hab./km²).